# خيط الحب
خيط الحب (بالإسبانية: Velvet)‏ هو مسلسل تلفزيوني إسباني تم إنتاجه للقناة الإسبانية انتينا 3. تدور أحداث المسلسل في الخمسينيات من القرن الماضي حول الرومانسية بين ألبرتو ماركيز، وريث دار أزياء مرموقة، وآنا ريفيرا، التي تعمل خياطة في الاستوديو. بلغت ميزاني المسلسل 500 ألف يورو للحلقة واستمر عرضه لمدة أربعة مواسم.

## قصة المسلسل
ترعرعت آنا وألبرتو معًا في دار الأزياء فيلفيت. ألبرتو هو ابن الرئيس وآنا ابنة أخت الموظف دون إميليو. يقع الاثنان في الحب، وهو أمر لا يعجب دون رافائيل والد ألبرتو.